# Bernhard Kahn
Bernhard Kahn ( Bernardo Kahn) llamado Bécan, nacido el 8 de marzo de 1890, en Estocolmo, Suecia - fallecido en 1942 en París. Fue un artista pintor, dibujante, litógrafo y cartelista francés.

## Datos biográficos
Alumno de Bellas Artes y de Jules Verdier que lo llevan al grabado y a los esmaltes, se compromete en la Legión extranjera, después colabora con un periódico durante la Gran Guerra. Después de 1918, se orienta más hacia la ilustración de libros y a los carteles para el cine y el teatro. Su estilo sobrio e incisivo le dio una carrera fecunda de caricaturista y de dibujante en la prensa.
Debutó como dibujante en 1917 en el  Carné de la Semana. Al principio de los años 1920, participó en los periódicos La Risa, El Grand Guiñol, Le Canard enchaîné, El Progreso cívico, L'Œuvre o Le Journal.
Como humorista, Bécan expuso en el Salón de los humoristas y en el Salón de los Dibujantes; como pintor y litógrafo expuso en el Salón de los independientes. Realizó portadas de libros, ilustrando así obra de: Louis Delluc, Maurice Dekobra, Georges Simenon, Henri Béraud, Paul Morand, Joseph Kessel y René Jeanne.

## Exposiciones
- Salón de los humoristas, a partir de 1919.
- Salón de las artes ddecorativas, 1925.
- Salón de las Tullerías, de 1929 a 1932.